# 大金刚Jr.
《大金刚Jr.》（又译作，官方译为，旧译）是任天堂于1982年制作的街机游戏。之后被移植到其它游戏平台，其中较为著名的為紅白机，是日本地區僅有三款紅白機的首發遊戲之一（另外兩款是《大金剛》和《大力水手》，同樣是街機平台的移植版本）。游戏内容为大金刚Jr.，也可以称为小金刚，将要去营救他的父亲－大金刚。此时的大金刚被马里奥关在笼子里。本作可以认为是《大金刚》的续篇。
马里奥抓住大金刚，并将他关入笼子。小金刚必须去营救他的父亲。马里奥为了阻止小金刚的营救而往下扔出动物和障碍物。当小金刚抵达终点，大金刚会被释放，并将马里奥踢出一段距离。
《大金刚Jr.》在第五届Arkie 奖中获得1984年最佳视听奖。

## 相關遊戲
《小金剛算數》是基於《大金刚Jr.》背景的教育電子遊戲，需要解決數學問題而獲得勝利。